# Tephrosia dietrichiae
Tephrosia dietrichiae är en ärtväxtart som beskrevs av Karel Domin. Tephrosia dietrichiae ingår i släktet Tephrosia och familjen ärtväxter. Inga underarter finns listade i Catalogue of Life.